# 陽郷県
陽郷県（ようきょう-けん）は中華人民共和国河北省にかつて存在した県。現在の涿州市東部に相当する。
前漢により設置され、後漢により廃止された。管轄区域は涿県に編入された。